# Andrea Comparetti
Andrea Comparetti (1745 - 1801) fue un médico y botánico italiano.

## Biografía
Su formación tuvo lugar en Pordenone, Venecia, y en la Universidad de Padua, donde se graduó en medicina en 1778.
Luego ejerció la medicina en Venecia donde paralelamente efectuó estudios de anatomía y de física experimental, dándole notoriedad en Europa.
En 1782, obtiene la cátedra de "ad Practicam Medicinae" en la Universidad de Padua y, en 1787, en la de "ad Practicam Medicinae in Nosocomio" que ocupó hasta su deceso.
Dotado de una sólida preparación físico-matemática, fue un investigador acudo y original en los campos anátomo-fisiológico y botánico-zoológico.
Muchas de sus contribucines científicas eran de interés biofísico y le otorgó el aprecio de numerosos de los científicos contemporáneos como Spallanzani, Volta, Bonnet, Cuvier.
Efectuó importantísimas observaciones sobre anatomía, anatomía comparada, anatomía patológica del aparato auditivo, y fue uno de los primeros médicos en la dirección científica de la neurología. También importantes sus estudios de fisiología vegetal.
Su prestigio en el ambiente científico fue alto, tuvo correspondencia con científicos de prestigio y fue miembro de las academias científicas más elevadas.

## Algunas publicaciones

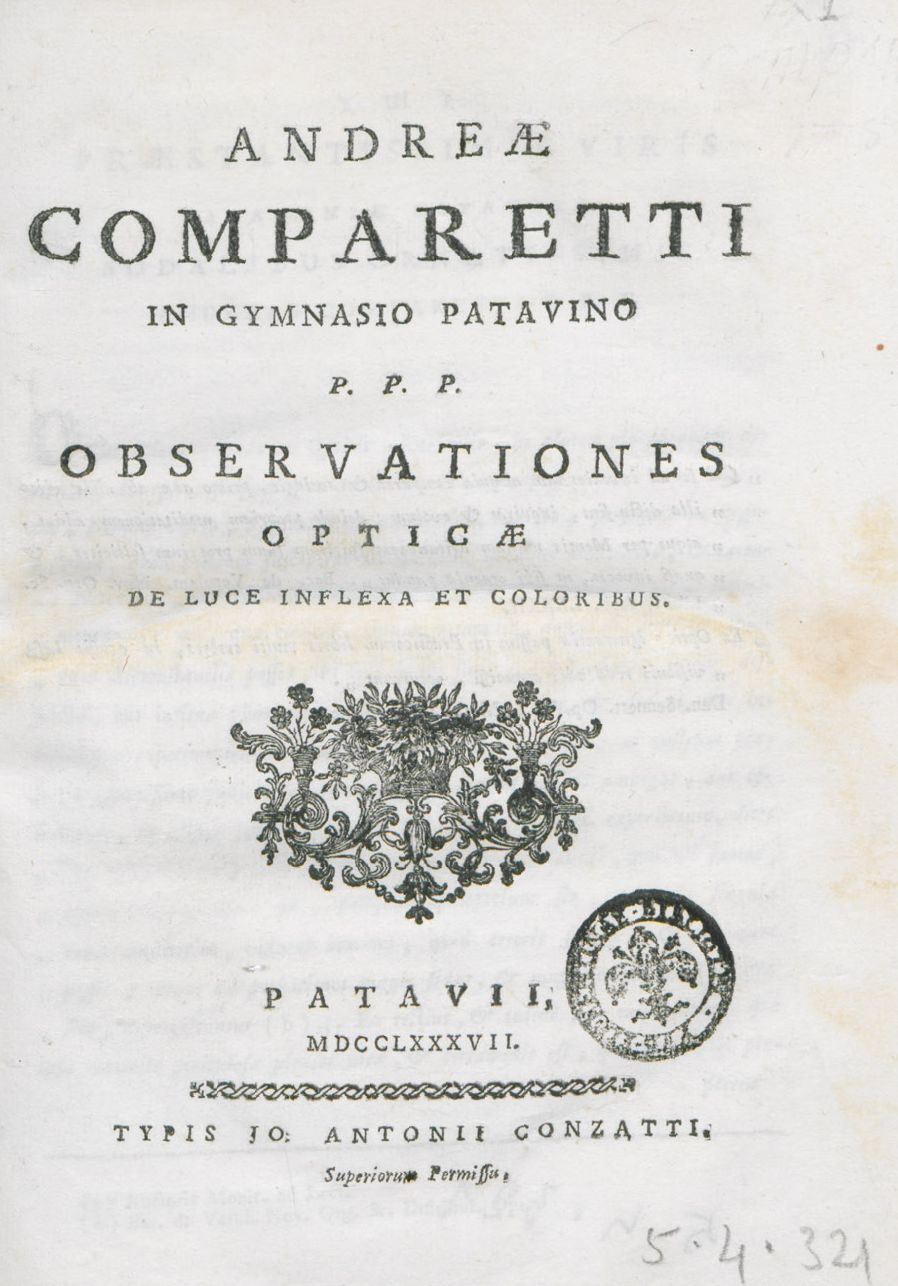
Observationes opticae de luce inflexa et coloribus, 1787

- Occursus medici de vaga aegritudine infirmitatis nervorum, Venecia, 1780
- Sulle nuove scoperte di ottica (en italiano). [Milano?]. 1784.
- Nuove considerazioni sulla teoria dell'arco celeste (en italiano). [Milano?]. 1788.
- Observationes opticae de luce inflexa et coloribus (en latín). Padova: Giovanni Antonio Conzatti. 1787.
- Observationes anatomicae de aure interna comparata, 1789
- Nouvelles recherches sur la structure organique relativement à la cause des mouvemens de la sensitive commune, 1791
- Prodromo di fisica vegetabile, 1790
- Saggio della scuola clinica nello spedale di Padova, 1793
- Riscontri fisico-botanici ad uso clinico, 1793
- Osservazioni sulle proprietà della china del Brasile, 1794
- Annotazioni dirette ai lettori dei riscontri medici delle febbri larvate perniciose, 1795
- Observationes dioptricae et anatomicae comparatae de coloribus apparentibus, visu, et oculo, 1798
- Riscontri fisico-botanici ad uso clinico, 1793
- Prodromo di fisica vegetabile. Parte 2, 1799
- Riscontro clinico nel nuovo spedale. Regolamenti medico-pratici, 1799
- Dinamica animale degli insetti, 1800

## Honores

### Epónimos
- Comparettia